# Rudolf Bibl (Komponist)
Rudolf Bibl (* 6. Januar 1832 in Wien; † 2. August 1902 ebenda) war ein österreichischer Organist und Komponist von Kirchen- und Kammermusik.

## Leben
Rudolf Bibl ist als Sohn von Andreas Bibl, Vater von Viktor Bibl und Großvater des Dirigenten Rudolf Bibl Mitglied einer bis heute fortdauernden Familiendynastie. Seine Ausbildung erfolgte durch seinen Vater und später durch Simon Sechter. Rudolf Bibl war ab 1850 Organist in der Wiener Peterskirche. 1859 trat er die Nachfolge seines Vaters am Wiener Stephansdom an. 1863 wurde er nach Sechters Rückzug zum designierten und 1875 zum Nachfolger als Organist und Hofkapellmeister an der Hofburg. 1900 reichte er seine Pensionierung ein.
In Wien-Liesing wurde 1959 die Biblgasse nach ihm benannt.

## Werke
- Der Abschied, op. 16 (Drei Lieder) no. 1 (Text: Heinrich Heine)
- Missa in honorem S. Caeciliae; op. 55; Messe
- Stimmungen; op. 61; Duo
- Missa; op. 67; Messe
- Orgelsonate Nr. 1; op. 74; (Neuausgabe 2010, Berlin)
- Zwei Adagios für Violoncello und Orgel
- Vier Fugen für die Orgel; op. 25
- Sieben Charakterstücke für Orgel; op. 87